# جاك جراف
جاك جراف (بالإنجليزية: Jack Graf)‏ هو مدرب كرة سلة أمريكي، ولد في 19 أبريل 1919 في كولومبوس في الولايات المتحدة، وتوفي في 14 سبتمبر 2009.